# 福岡市立舞鶴小学校
福岡市立舞鶴小学校（ふくおかしりつ まいづるしょうがっこう）は、福岡県福岡市中央区舞鶴二丁目にあった公立小学校。

## 概要
1960年に福岡市立大名小学校、福岡市立赤坂小学校、福岡市立簀子小学校の一部校区を分離し福岡市中央区舞鶴2丁目に開校。
福岡市の中心部に位置しており、当時から周囲には検察庁など公的建物が多かった。
生徒数は1960年当時に全児童合わせて1035人いたものの、2009年度では児童数155人まで減少していた。
2011年度から舞鶴小学校は大名小学校に仮移転、教育活動を続けていた。
2014年度より大名小学校、簀子小学校、舞鶴小学校、舞鶴中学校を統合再編された福岡市立舞鶴小中学校が開校、舞鶴小学校は2013年度をもって閉校した。

## 校歌
校歌は2曲あった。
- 「輝くつばさ」（作詞：与子田喜美子、作曲：福間利典）
- 「ひな鶴」（作詞：黒石雅・与子田喜美子、作曲：山口政子・田中雅子）